# Koninklijke Nederlandse Oudheidkundige Bond
De Koninklijke Nederlandse Oudheidkundige Bond (KNOB) is een landelijke organisatie, die zich richt wetenschappelijke en beleidsmatige kennisuitwisseling op het gebied van ruimtelijk erfgoed.
De 'Nederlandsche Oudheidkundige Bond' werd op 7 januari 1899 opgericht op initiatief van Jacob Cornelis Overvoorde, als de eerste landelijke organisatie die zich richtte op het behoud van het culturele erfgoed in Nederland. Een van de eerste concrete punten van het bestuur was het behoud van de Heilige Stede in Amsterdam, die voorbestemd was tot de sloop.
Naast het behoud van monumenten, werkte men aan een betere regelgeving en formulering van restauratiebeginselen. Daarnaast kregen de organisatie van het museale bestel, het erfgoed van de overzeese gebieden en de problematiek van de archeologie en de archieven veel aandacht. De bond kreeg in 1949 het predicaat Koninklijk. De KNOB is zich in de loop van de jaren vooral gaan richten op monumentenzorg en aanverwante vakgebieden als archeologie, architectuur- en bouwgeschiedenis, stedenbouwgeschiedenis en cultuurlandschap.
Het bureau van de KNOB is ondergebracht bij de sectie Heritage & Architecture, afdeling AE&T van de faculteit Bouwkunde aan de TU Delft. 
De bond geeft vier keer per jaar een wetenschappelijk tijdschrift uit, het Bulletin KNOB, met peer-reviewed artikelen. Van 1921 tot 1946 gaf de bond ook het Oudheidkundig Jaarboek uit. Vooraanstaande redactieleden waren Alexander Willem Byvanck, Wilhelm Martin, Elisabeth Neurdenburg, Willem Vogelsang, Jacob Cornelis Overvoorde, Nicolaas Johannes Krom, Jan Jacob de Gelder, Clara Engelen, Hans Schneider, Murk Daniël Ozinga en George Charles Labouchere.